# Indirana salelkari
Indirana salelkari es una especie de anfibio anuro de la familia Ranixalidae.

## Distribución geográfica
Esta especie es endémica del estado de Goa del Sur, India.

## Descripción
Las 4 muestras de machos adultos observados en la descripción original tienen una longitud estándar de 24 a 27 mm y las 4 muestras femeninas adultas observadas en la descripción original tienen una longitud de 30 a 31 mm. estándar.

## Etimología
Esta especie lleva el nombre en honor a Prakash Salelkar.

## Publicación original
- Modak, Dahanukar, Gosavi & Padhye, 2015 : Indirana salelkari, a new species of leaping frog (Anura: Ranixalidae) from Western Ghats of Goa, India. Journal of Threatened Taxa, vol. 7, p. 7493–7509.[3]